# ת
Tav (ת, pronunciado /t/) es la vigésimo segunda letra del alfabeto hebreo. Equivale a la letra tau fenicia (𐤕) y su valor numérico es 400.
Su valor fonético es, según el contexto, una consonante oclusiva alveolar sorda (/t/) o una fricativa alveolar sorda (/θ/).

## Escritura
| Variantes ortográficas      | Variantes ortográficas      | Variantes ortográficas      | Variantes ortográficas | Variantes ortográficas |
| Varias fuentes de impresión | Varias fuentes de impresión | Varias fuentes de impresión | Cursivo                | Rashi                  |
| Serifa                      | Sans-serif                  | monoespaciado               | Cursivo                | Rashi                  |
| --------------------------- | --------------------------- | --------------------------- | ---------------------- | ---------------------- |
| ת                           | ת                           | ת                           |                        |                        |

## Pronunciación
La ת es pronunciada en hebreo moderno como una consonante oclusiva alveolar sorda (/t/).
Sin embargo, era parte de las seis «letras dobles» (representadas por el acrónimo « BeGa"D KePHa"T») donde cada letra representa dos fonemas.
La letra tav es una de las seis letras que pueden recibir un diacrítico dagesh kal; las otras son bet, gimel, dalet, kaf y pe. Bet, kaf y pe cambian sus valores sonoros en el hebreo moderno de la fricativa a la oclusiva, añadiendo un dagesh. En hebreo moderno, las otras tres no cambian su pronunciación con o sin dagesh, pero han tenido pronunciaciones alternativas en otros momentos y lugares.
En la pronunciación tradicional asquenazi, tav representa una /s/ sin el dagesh y tiene la forma oclusiva con el dagesh. Para los judíos yemenitas y de algunas áreas sefardíes, tav sin dagesh representaba una fricativa dental sorda /θ/ —una pronunciación alabada en la obra de Sfath Emeth como totalmente auténtica, mientras que la tav con el dagesh es la oclusiva /t/. Se ha dicho que en la pronunciación italiana tradicional, tav sin dagesh a veces es /d/.
Tav con geresh o chupchik (ת׳)  se utiliza a veces para representar el dígrafo TH en préstamos para representar el sonido /θ/, como la Z del español castellano.

## Simbolismo
En gematria tau representa 400.
Tau es la última letra de la palabra hebrea emet, que significa «verdad». El midrash explica que emet se compone de la primera, la media y la última letra del alfabeto hebreo ( aleph, mem y tau: אמת.). Sheqer (שקר, falsedad), por otro lado, se compone de las letras 19, 20 y 21 (penúltima).
Por tanto, la verdad lo abarca todo, mientras que la falsedad es estrecha y engañosa. En mitología judía, fue la palabra emet grabada en la cabeza del golem la que finalmente le dio vida. Pero cuando la letra aleph fue borrada de la frente del golem, lo que quedó fue "met", muerto, y por ello murió el golem.
«De alef a tau» describe algo de principio a fin, el equivalente hebreo a «de la A a la Z».

### Marca de tav

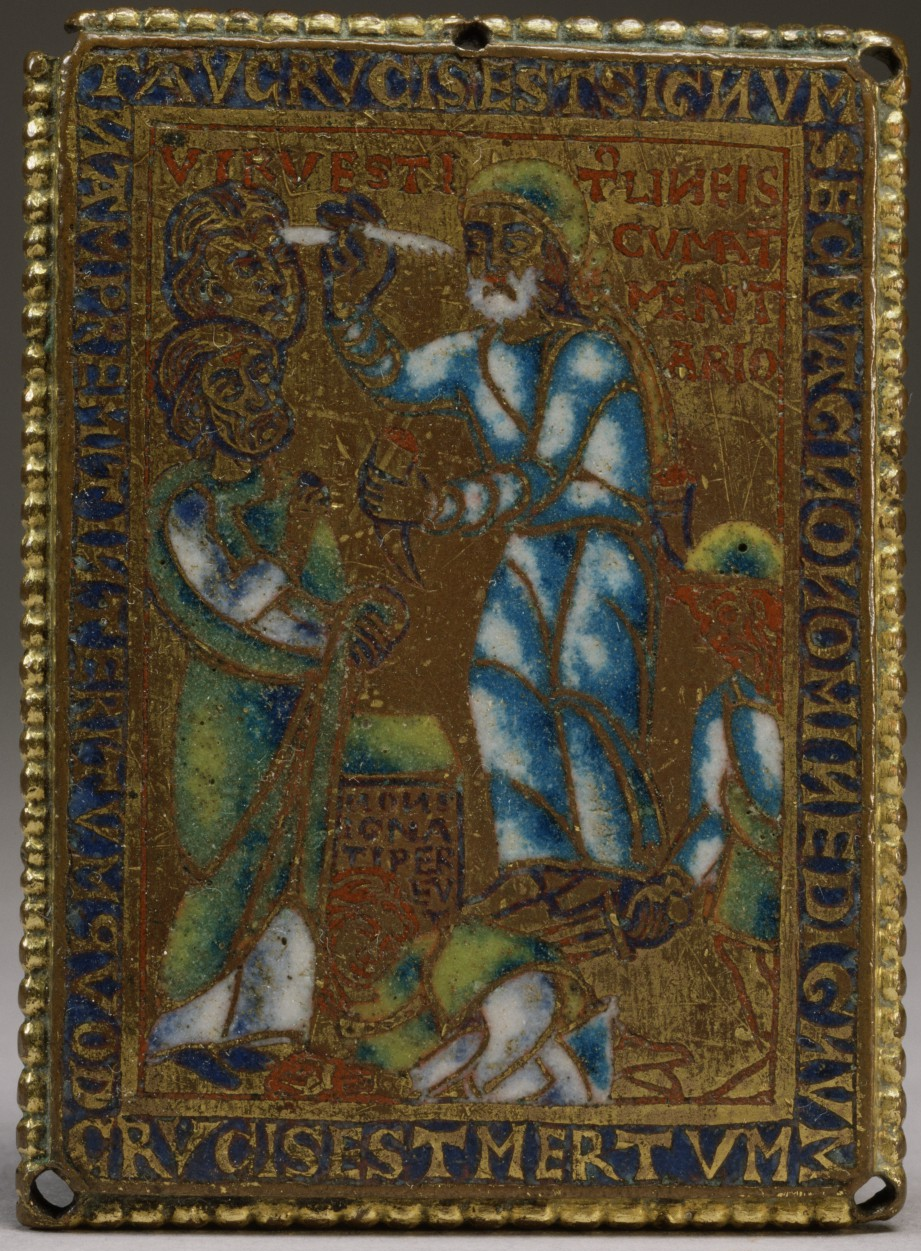
Visión de Ezqequiel en un esmaltado de Champlevé de mita del siglo XII

Según el libro de Ezequiel, IX, 1-6, solo los hombres marcados en la frente con este signo escaparán a la destrucción de Jerusalén. 
Específicamente, Ezequiel 9:4 describe una visión en la que la tau desempeña un papel pascual similar a la sangre en el dintel y los postes de la puerta de una casa hebrea en Egipto. En la visión de Ezequiel, Dios hace que sus ángeles separen el trigo  de la paja atravesando Jerusalén, la ciudad capital del antiguo Israel, e inscribiendo una marca (una tau) «en las frentes de los hombres que gimen y claman por todas las abominaciones que se hacen en medio de ella.»
Entonces, en la visión de Ezequiel, el Señor considera a los israelitas marcados con la tau como dignos de ser salvados, pero cuenta a las personas dignas de aniquilación que carecen de la tav y de la actitud crítica que ésta significa.

## Unicode
| Carácter      | ת                 | ת                 |
| ------------- | ----------------- | ----------------- |
| Unicode       | HEBREW LETTER TAV | HEBREW LETTER TAV |
| Codificación  | decimal           | hex               |
| Unicode       | 1514              | U+05EA            |
| UTF-8         | 215 170           | D7 AA             |
| Ref. numérica | &#1514;           | &#x5EA;           |